# Ngoro
Ngoro es una comuna camerunesa perteneciente al departamento de Mbam-et-Kim de la región del Centro.
En 2005 tiene 13 892 habitantes, de los que 3293 viven en la capital comunal homónima.
Se ubica sobre la carretera D50, en el oeste de la región.

## Localidades
Comprende la ciudad de Ngoro y las siguientes localidades:
- Angandjimbérété
- Bangara
- Bondo
- Egona II
- Kombé
- Koudjoungou
- Labo
- Massassa
- Mbengue
- Mounga
- Ndjamtsouroung
- Ndouké
- Ngamba
- Nyabidi
- Nyafianga
- Nyakengueng
- Nyamoko
- Nyamongo
- Nyandingui
- Nyassakounou
- Ondouano
- Séréré
- Yangafock I
- Yangafock II
- Yangafock III
- Yangba
- Yassem